# 拉纳克：四卷书里的一生
《拉纳克》（Lanark），副标题为“四卷书里的一生”（A Life in Four Books），是苏格兰作家阿拉斯代尔·格雷（Alasdair Gray）的第一部小说。这本书的写作历时近三十年，融合了对其家乡城市格拉斯哥的现实主义和反乌托邦式超现实主义描绘。
该书于1981年出版后，安东尼·伯吉斯当即将格雷誉为“自沃尔特·司各特以来最优秀的苏格兰小说家”。《拉纳克》于1982年赢得了首届圣安德烈十字社年度图书奖，同时也被评为苏格兰艺术委员会年度图书。这本书至今仍是他最知名的作品，并已成为一部邪典。2008年，《卫报》将《拉纳克》誉为“20世纪小说的里程碑之一”。

## 情节概要
《拉纳克》由四部书构成，其排列顺序为第三部、第一部、第二部、第四部（在第一部之前还有一个序章，而在全书结束前的四章处有一个尾声）。在尾声部分，作者解释说这样安排是因为“我希望《拉纳克》以一种顺序被阅读，但最终以另一种顺序被思考”，并且尾声本身“太过重要”而不能放在结尾。:483
在第三部中，一个年轻男子独自在一节火车车厢中醒来。他对自己的过去毫无记忆，并从墙上挂着的一张奇怪而熟悉的照片中选了自己的名字。他很快到达了昂桑克城（Unthank），一个类似格拉斯哥的怪异城市，那里没有日光，不断消失的居民们遭受着各种奇怪疾病的折磨，四肢和身体上长出孔洞，体温逐渐消失。拉纳克开始与一群二十多岁的年轻人交往，但他无法完全融入他们，也无法理解他们的习俗，不久他就患上了龙鳞病，这种疾病将他的皮肤变成鳞片，作为他情感压抑的外在表现。拉纳克最终被地面上的一个巨口吞噬，醒来时身处一个研究所，那实际上是一家医疗机构，能治愈一部分人的疾病，但却将无望的病例用作能源和食物。知道这一点后，拉纳克感到震惊并决心离开。
第一部和第二部构成了一部现实主义的成长小说，始于战前的格拉斯哥，讲述了邓肯·索（Duncan Thaw，“以我自己为原型，但他更坚韧、更诚实”）的故事。他是一个难相处但早熟的孩子，出生在格拉斯哥东区一对贫穷而沮丧的父母家中。这部分讲述了索在战时的疏散经历、他的中学教育以及他获得格拉斯哥艺术学院奖学金的过程。在那里，他无法与女性建立关系以及他执着的艺术追求导致他陷入疯狂，最终投水自尽。
第四部讲述了拉纳克开始一段怪诞、如梦似幻的旅程，返回昂桑克。他发现昂桑克正处于完全崩溃的边缘，饱受政治纷争、贪婪、偏执和经济崩溃的蹂躏，而他却无力阻止这一切。在旅途中，他遇见了自己的作者，并迅速衰老。最终，他发现自己已垂垂老矣，坐在山顶的墓地中，而昂桑克则在烈火与洪水的末世灾难中分崩离析。在得知自己的死亡时刻后，他以平静等待结束全书。

## 解读
拉纳克可以视作索在个人地狱中的镜像（索溺死于海中；拉纳克抵达昂桑克城时携带相同物品，且口袋里有贝壳与沙粒）。两条叙事线之间存在模糊的联系；格雷曾表示"其中一条叙事线是另一条近乎日常现实的极度夸张形式"（例如索的湿疹对应拉纳克的"龙鳞病"）。他还在小说中直接写道："索的叙事展现了一个因不擅爱人而走向死亡的男子。它被[拉纳克的]叙事所包裹——后者展示因同样原因崩溃的文明":484，并借角色之口对拉纳克说："你就是被剔除了神经质想象力、并将之转化为所处世界构件的索":493。他亦坦言："索与拉纳克章节的情节彼此独立，仅通过排版技巧而非形式必要性粘合。可能的解释是：作者认为厚重的书比两本轻薄的更能激起水花":493。
本书最具后现代主义特征的部分当属尾声——拉纳克在此以"纳斯勒"（Nastler）这一角色形象遇见作者。作者借该角色道出前文引述的两则评论，并预见了作品（尤其是尾声本身）将遭遇的批评："评论家会指责我自我放纵，但我毫不在意"。讨论部分的页边空白处印有《剽窃索引》，例如格雷称《拉纳克》大部分内容是对查尔斯·金斯莱《水孩子》的"分散式剽窃"（Difplag）。某些所谓的剽窃甚至指向书中根本不存在的章节。
昂桑克城的相关篇章可视为科幻小说"社会批判"传统的延续，《拉纳克》常与乔治·奥威尔的《一九八四》相提并论。
格雷在2001年版小说附录中补充了个人小传，并详述创作的影响源与灵感。他坦言卡夫卡对小说氛围塑造影响深远，媒体行业的亲身经历则投射于拉纳克在迷宫般建筑中遭遇术语连篇人物的情节。研究所的构思融合了温德姆·刘易斯《邪恶盛宴》中的地狱观与三处真实建筑：伦敦地铁、格拉斯哥斯托希尔医院及英国广播公司电视中心。更直观的灵感体现在昂桑克大教堂与墓园的场景——其毗邻道路网络的布局映射着格拉斯哥城头区的真实地貌：格拉斯哥大教堂东邻格拉斯哥大墓地，西北紧靠M8高速路（及未完工的内环线）。格雷强调大教堂是写作期间唯一特地去现场考察的地点，其余场景皆凭记忆书写。

## 写作及出版
格雷于1954年还在上学时就开始创作这部小说。第一部于1963年完成，但他未能成功将其出版。全书于1976年定稿，由美国金斯波特的金斯波特出版社排版，最终于1981年由苏格兰出版商卡农盖特出版社正式出版。小说问世后立即获得评论界高度认可。